# Eric Fleming
Eric Fleming (* 4. Juli 1925 in Santa Paula, Kalifornien; † 28. September 1966 in Tingo María, Peru) war ein US-amerikanischer Schauspieler und Drehbuchautor.

## Leben
Fleming riss im Alter von acht Jahren von zuhause aus und schlug sich bis nach Chicago durch, wo er sich mit Gelegenheitsjobs über Wasser hielt. Im Alter von elf Jahren geriet er in eine Schießerei und wurde dabei verletzt. Nachdem er genesen war, schickte ihn die Polizei zurück zu seiner Mutter, die sich kurz zuvor von seinem Vater hatte scheiden lassen. Im Alter von 15 Jahren (er gab sich als älter aus) trat er der Handelsmarine bei und diente während des Zweiten Weltkriegs bei den Seabees der United States Navy. Während seiner Arbeit bei den Bautruppen der Navy hatte er einen Unfall, bei dem ihm ein 90 Kilogramm schwerer Stahlblock sein Gesicht zerschmetterte. Nach mehreren Operationen und dem Ausscheiden aus der Navy nahm Fleming Schauspielunterricht.
Seine Schauspielkarriere begann er an Theatern in Chicago und New York, sein Broadwaydebüt hatte er 1950 in The Tower Beyond Tragedy. Zwischen April und Mai 1951 spielte er in der Kinderserie Major Dell Conway of the Flying Tigers die Titelrolle. Danach war er zunächst in einigen weiteren Fernsehproduktionen zu sehen, bevor er sein Spielfilmdebüt in Byron Haskins Science-Fiction-Film Die Eroberung des Weltalls hatte. Nach Hauptrollen in den B-Movies In den Krallen der Venus neben Zsa Zsa Gabor und Curse of the Undead erhielt er 1959 die Hauptrolle in der Westernserie Tausend Meilen Staub. In der Serie, die neben Bonanza und Rauchende Colts eine der erfolgreichsten Westernserien war, spielte er zwischen 1959 und 1965 in 201 Episoden die Rolle des Gil Favor, dem Anführer der Cowboys und Vorgesetzten des von Clint Eastwood gespielten Rowdy Yates.
1965 verließ er vorzeitig die Serie, um seine Filmkarriere voranzutreiben, und erhielt eine Nebenrolle in der Doris Day-Filmkomödie Spion in Spitzenhöschen. Während der Dreharbeiten zum Pilotfilm einer geplanten Abenteuerserie in Peru geriet er mit seinem Co-Star Nico Minardos in einem Kanu auf dem Río Huallaga in Stromschnellen. Das Kanu kenterte. Minardos schaffte es zurück ans Ufer,  Fleming wurde von der Strömung mitgerissen und ertrank. Zwei Tage später wollte er seine  langjährige Verlobte Lynn Garber heiraten. Seine Leiche wurde erst vier Tage später gefunden.

## Filmografie (Auswahl)
- 1951: Major Dell Conway of the Flying Tigers (Fernsehserie, 6 Folgen)
- 1955: Die Eroberung des Weltalls (Conquest of Space)
- 1955: Secret File, U.S.A. (Fernsehserie, 1 Folge)
- 1958: In den Krallen der Venus (Queen of Outer Space)
- 1959: Curse of the Undead
- 1959–1965: Tausend Meilen Staub (Rawhide, Fernsehserie, 202 Folgen)
- 1966: Bonanza (Fernsehserie, 3 Folgen)
- 1966: Spion in Spitzenhöschen (The Glass Bottom Boat)

## Broadway
- 1950: The Tower Beyond Tragedy
- 1952: Stalag 17
- 1953–1954: My 3 Angels
- 1954: Portrait of a Lady
- 1955–1957: No Time for Sergeants